# Betonlemezes vasúti pálya

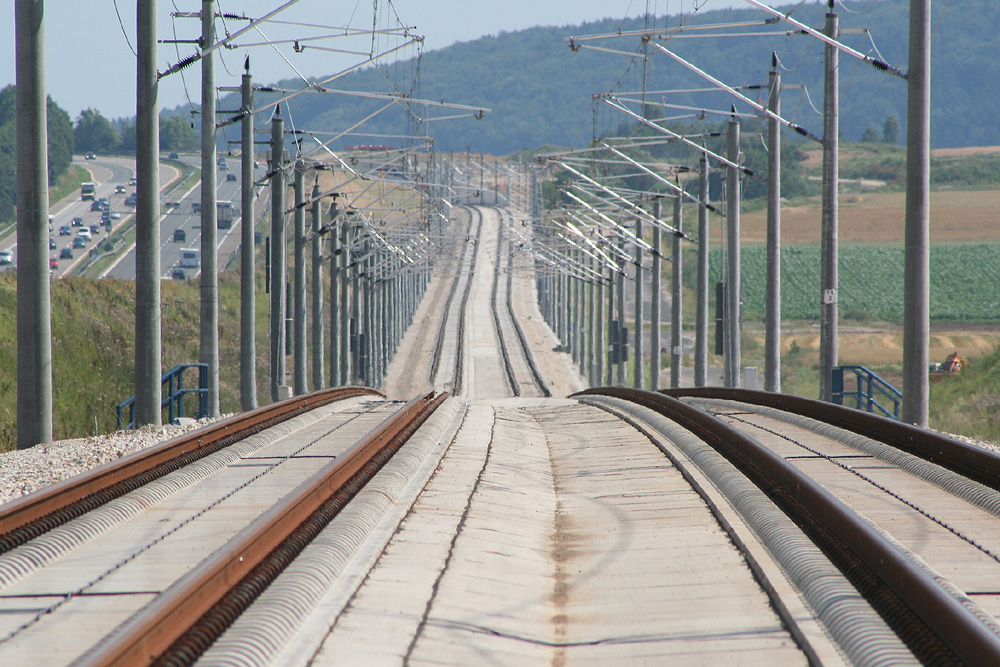
Betonlemezes vasúti pálya a Nürnberg–München nagysebességű vasútvonalon Németországban

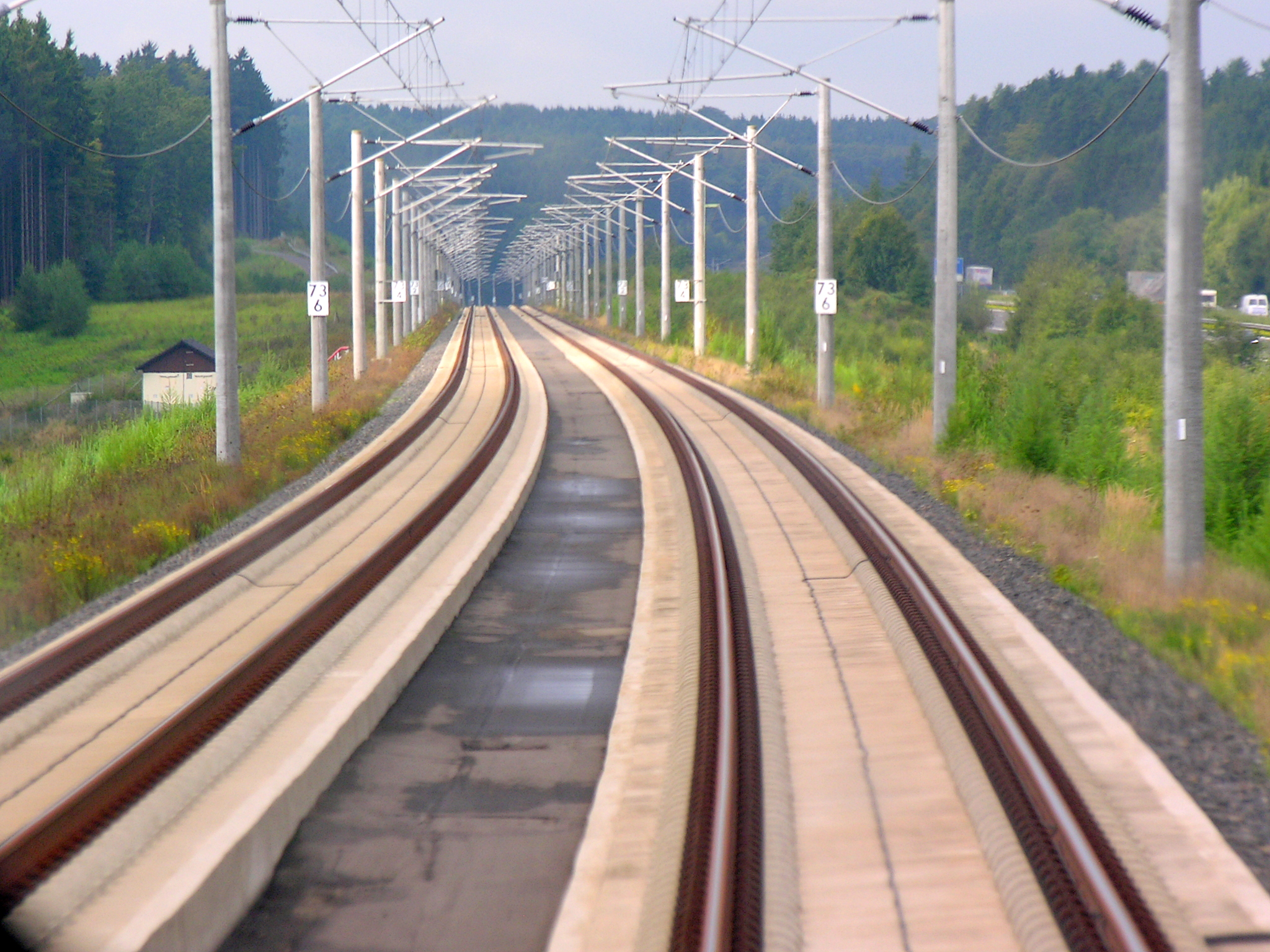
Betonlemezes vasúti pálya a Köln-Frankfurt nagysebességű vasútvonalon Németországban

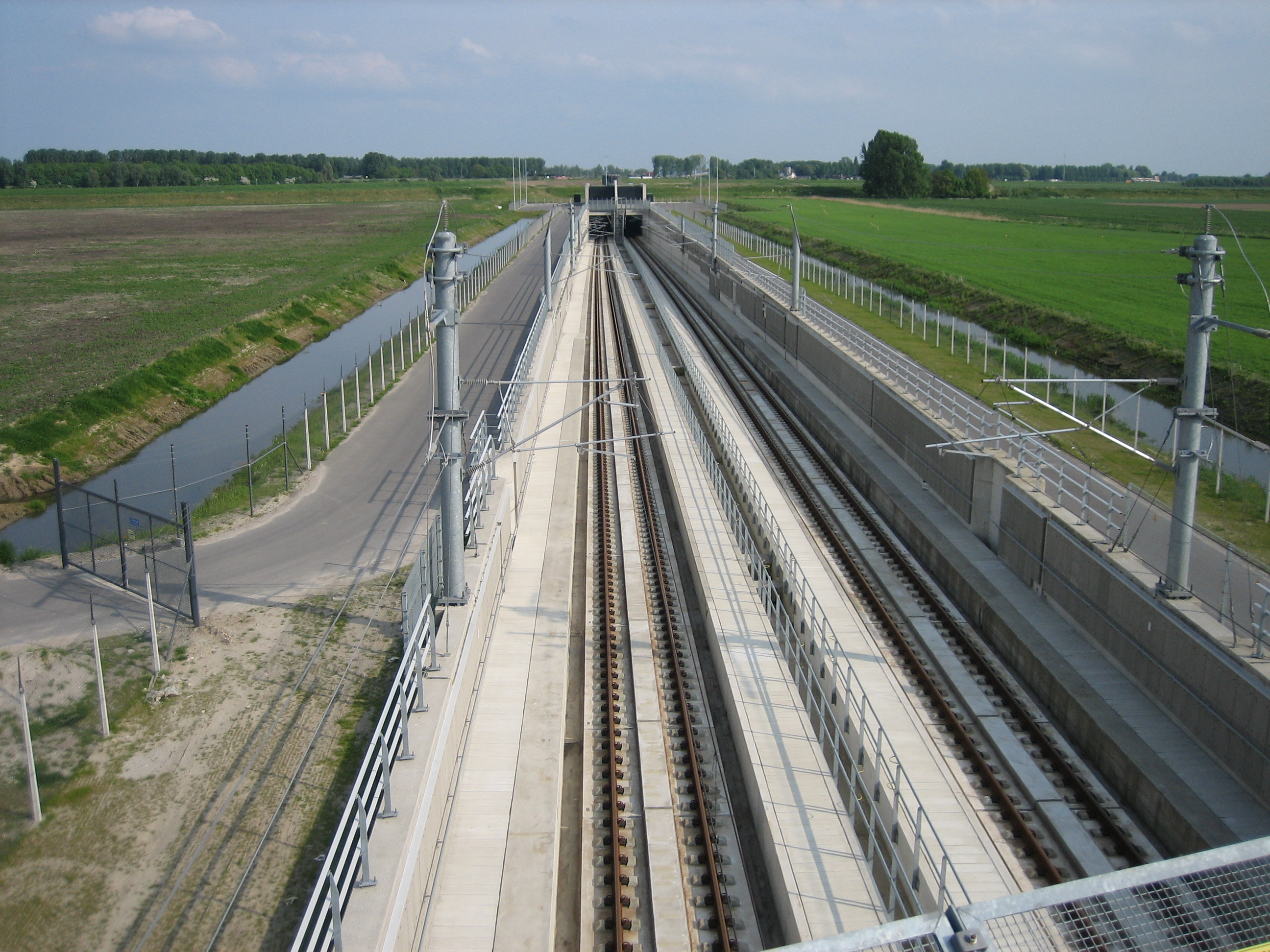
Betonlemezes vasúti pálya Hollandiában

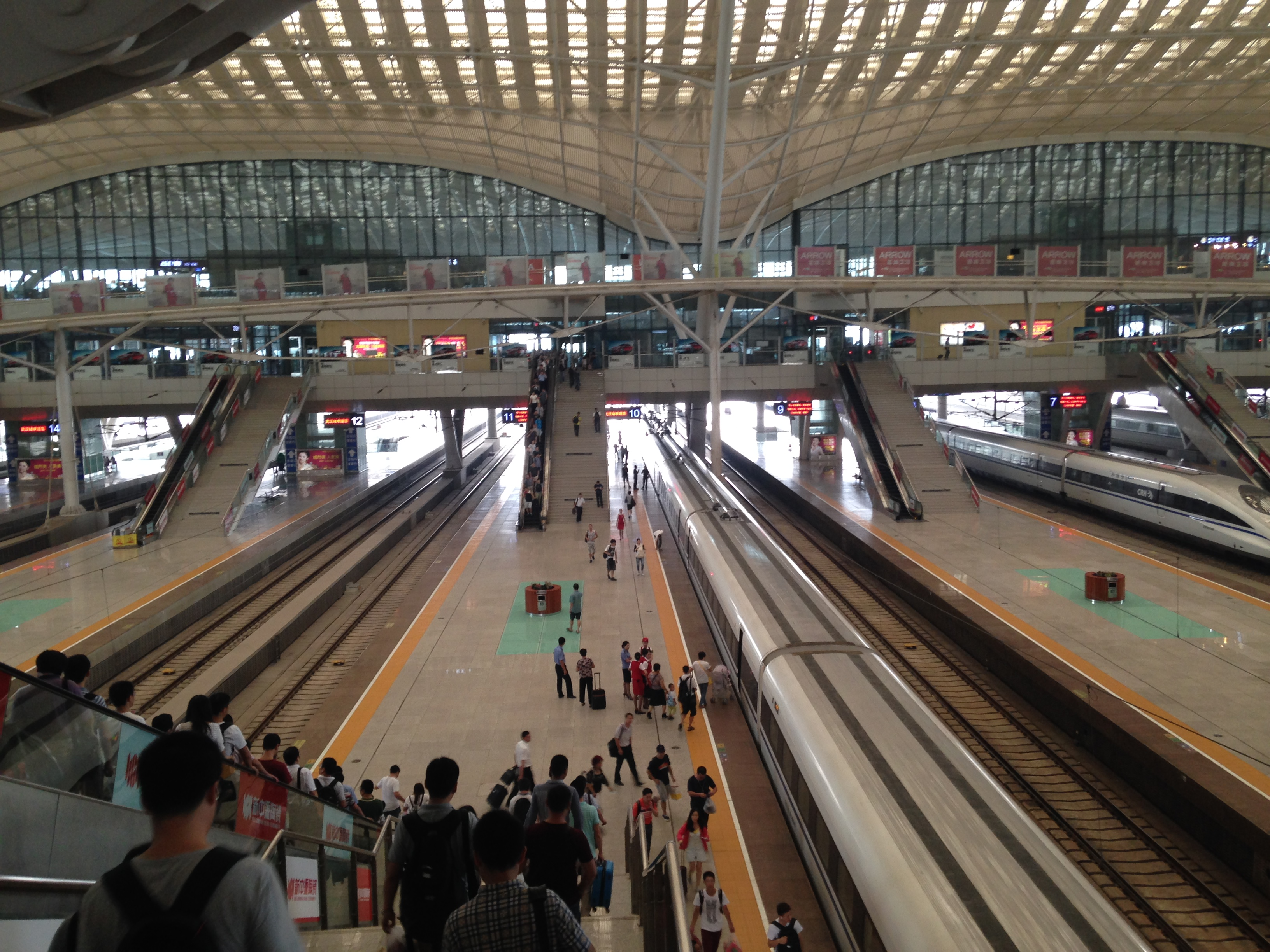
Betonlemezes vágányok Vuhan központi pályaudvarán Kínában

A betonlemezes vasúti pálya olyan vasúti pálya, mely a rugalmasságot biztosító zúzottkő (vagy egyéb ballaszt) ágyazat és keresztaljak helyett merev betonlemezeken vagy aszfalton nyugszik.
A ballaszt nélküli pályákon a sínek mereven vannak rögzítve a speciális betonkötésekhez/alátétekhez, amelyek egyenként betonba vannak helyezve. A ballaszt nélküli vasútvonalak ezért nagyfokú konzisztenciát biztosítanak a pálya geometriájában, amelynek beállítása nem lehetséges a felépítmény betonozása után. Ezért a ballaszt nélküli vágányokat 0,5 mm-es tűréshatáron belül kell betonozni.

## Előnyök
A betonlemezes vasúti pálya előnyei közé tartozik a kisebb karbantartási/fenntartási igény és a hosszabb élettartam. A pályageometria sem tud változni a merev felépítmény miatt.
A zúzottkő ágyazat nélküli pálya a hagyományossal összehasonlítva jóval kevésbé deformálódik és simább futást biztosít a vonatoknak. Svájcban 2003-ban és 2004-ben a pályán végzett méréseknél a mérőműszer szórása 1,2 mm-nél kisebb volt.
Ez növeli a pálya élettartamát és csökkenti a karbantartások számát. A szokásos megelőző karbantartás a síncsiszolásra korlátozódik, mivel a ballaszt hiánya miatt nem szükséges az aláverés sem. Csak több évtizedes forgalom után szükséges a javítás a síncseréken felül. A Svájci Szövetségi Vasút 2014-től 2016-ig cserélte ki a 4,9 kilométeres hosszúságú Heitersberg alagútban lévő betonlemezes pálya keresztaljait és gumi tartóit, míg a betonlap karbantartása nem volt szükség 39 évvel az alagút megnyitása után sem. A rendszerrel kapcsolatos jó tapasztalatai miatt a Svájci Szövetségi Vasút a vasútvonalakon bárhol, ahol merev alépítmény van (elsősorban az alagutakban és a viaduktokon) szeretnék telepíteni a ballaszt nélküli pályát.
A ballaszt nélküli pályák további előnyei közé tartozik a jobb és szabályozott vízelvezetés, a gördülőállomány és az épületek védettsége a felrepülő, felpattanó kövekkel szemben, az alacsonyabb felépítmény, valamint az olyan átmeneti szakaszok, mint a vasúti kereszteződések. Az állomásokon használt ballaszt nélküli vágányok könnyebben tisztíthatók.

## Hátrányok
A ballaszt nélküli pálya legnagyobb hátránya, hogy lényegesen magasabb a kezdeti építési költsége. A költségek az építési típus és a pálya infrastruktúrája függvényében változnak (a ballaszt nélküli pályák általában jobban megfelelnek az olyan infrastruktúráknak, amelyek szintén betonból készülnek, mint az alagutak vagy a viaduktok). A Deutsche Bahn 2015-ben elvégzett becslése szerint a ballaszt nélküli pályák építési költségei 40 százalékkal magasabbak, mint a hagyományos felépítményeké. Azonban a ballaszt nélküli pályák életciklus-költsége általában alacsonyabb, mint a hagyományos vágányoké, ami a jelentősen alacsonyabb karbantartási igény miatt van.
A ballaszt nélküli vágányok további hátránya, hogy a beton megkötése után a sín geometriájának beállítása vagy javítása nem lehetséges. A kopás vagy sérülés miatti javítás jóval hosszabb ideig tart és nagyobb zajkibocsátással is jár.

## Fajtái
- SBB Bözberg/STEDEF (SBB)
- Rheda (Rail.One)
- Bögl (Max Bögl)
- FF ÖBB/PORR (PORR)
- Low Vibration Track (Sonneville/Vigier Rail)
- IVES

## Betonlemezes pályák a világon
Jelentős hosszban épültek ilyen pályák a világ több részén is a nagysebességű vonatok részére. Németországban a Nürnberg–München nagysebességű vasútvonal és a Köln–Frankfurt nagysebességű vasútvonal esetében alkalmazták, Japánban a Sinkanszen vonalain, Kínában pedig többek között a Peking–Sanghaj nagysebességű vasútvonalon és a Vuhan–Kanton nagysebességű vasútvonalon.

## Képgaléria

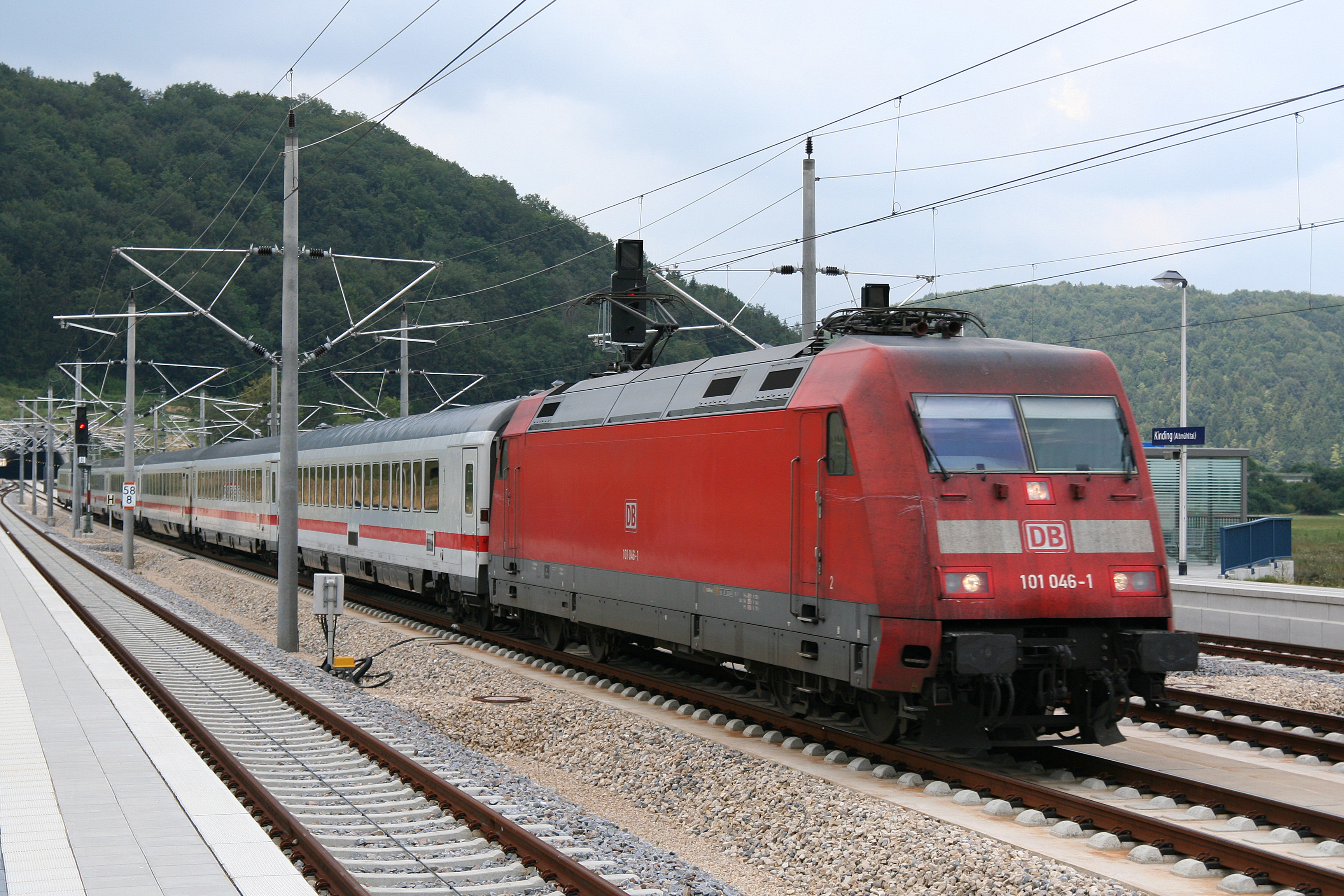
Bahnhof Kinding állomás a Nürnberg–München nagysebességű vasútvonalon betonlemezes vágányokkal
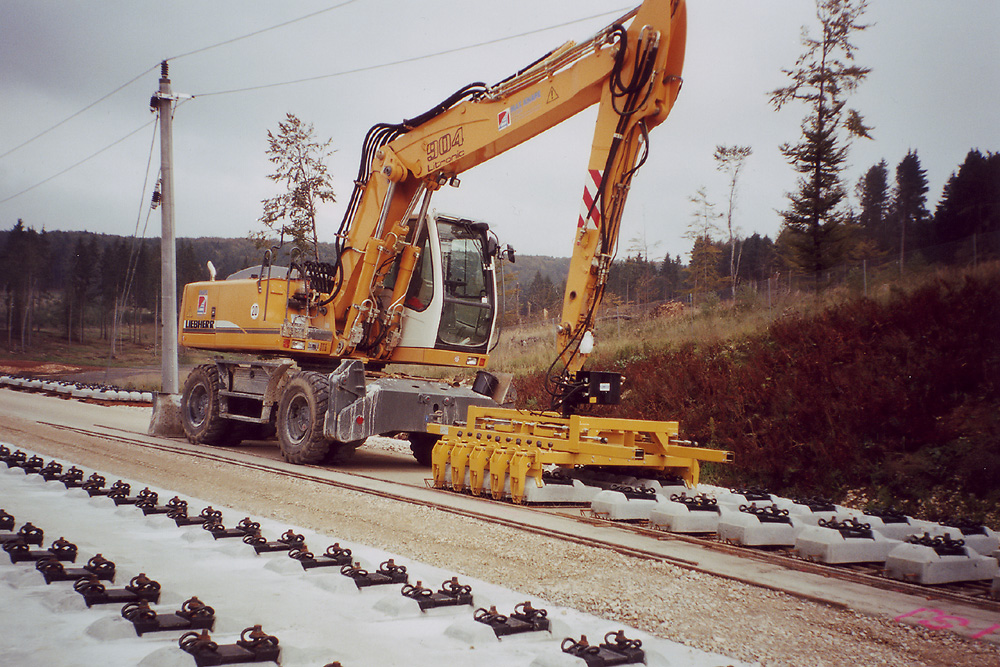
Keresztaljak elhelyezése
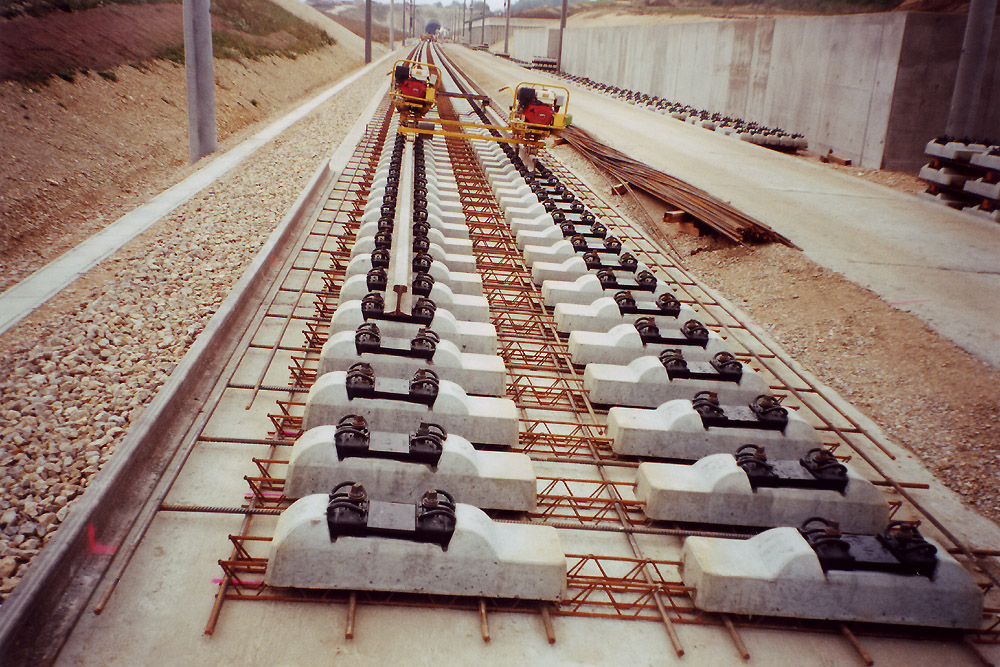
Betonozás előtt
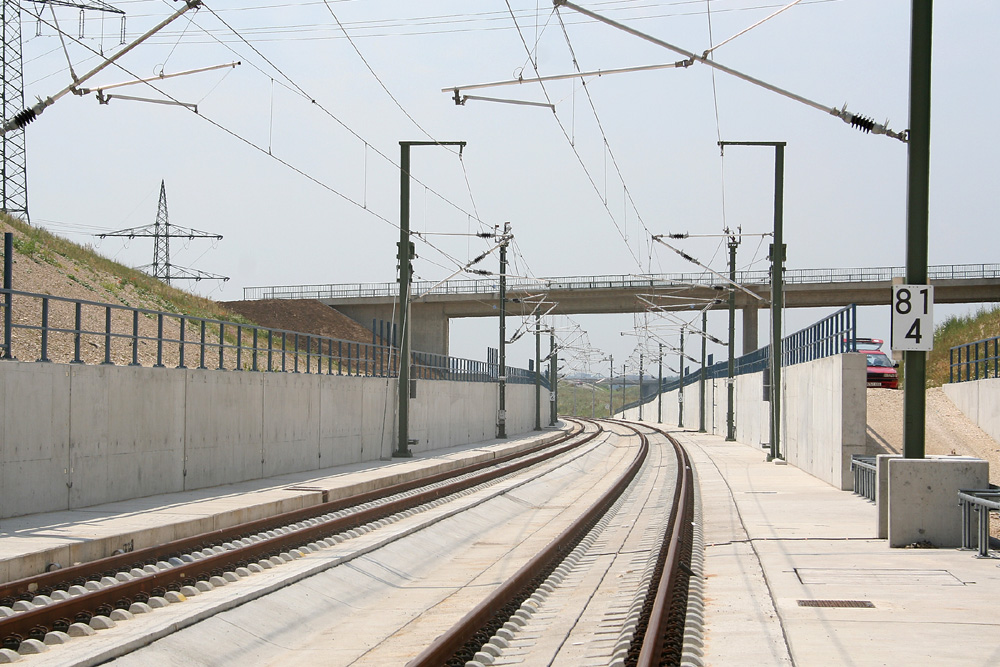
Az elkészült pálya
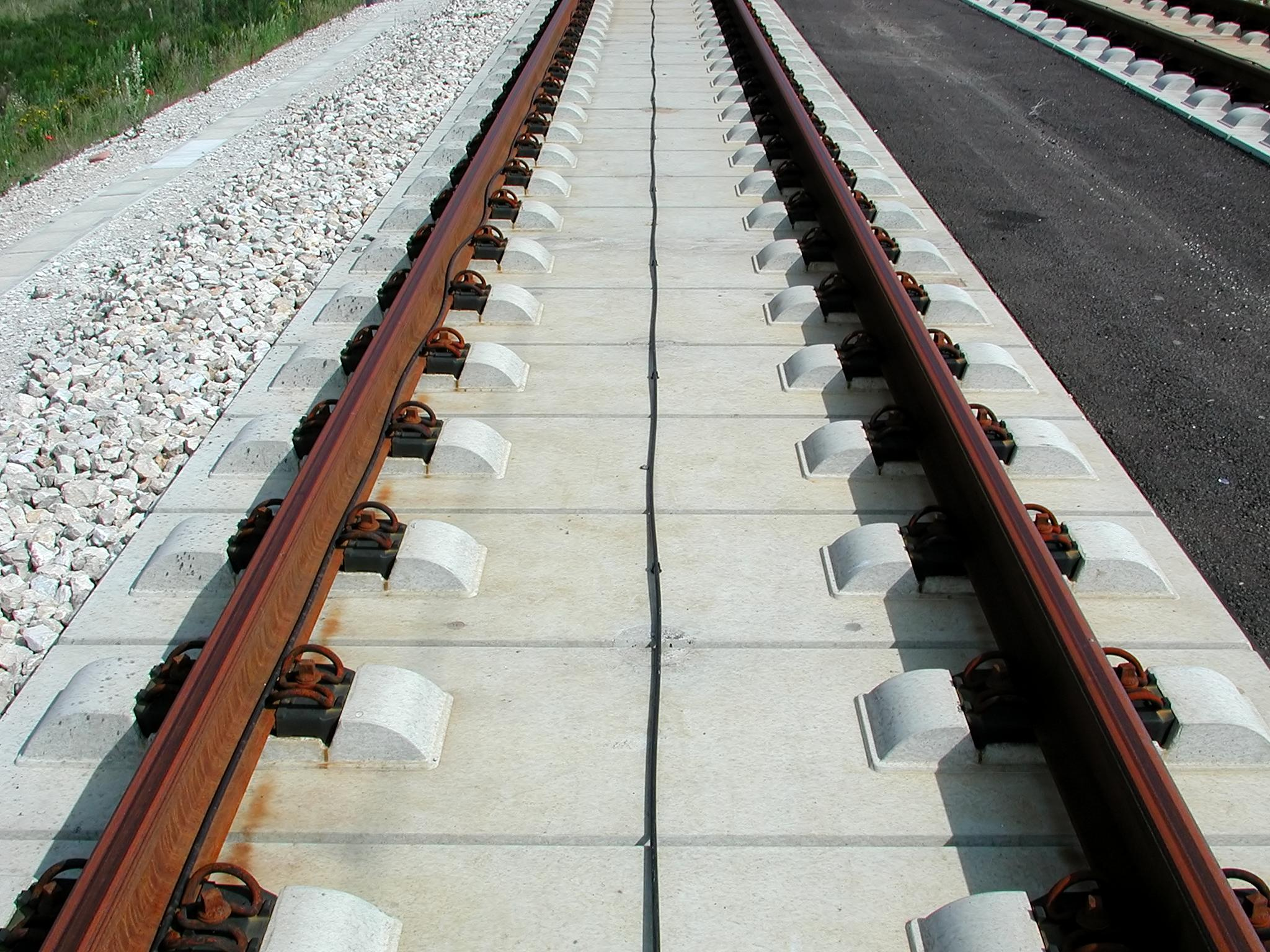
Betonlemezes pálya közelről
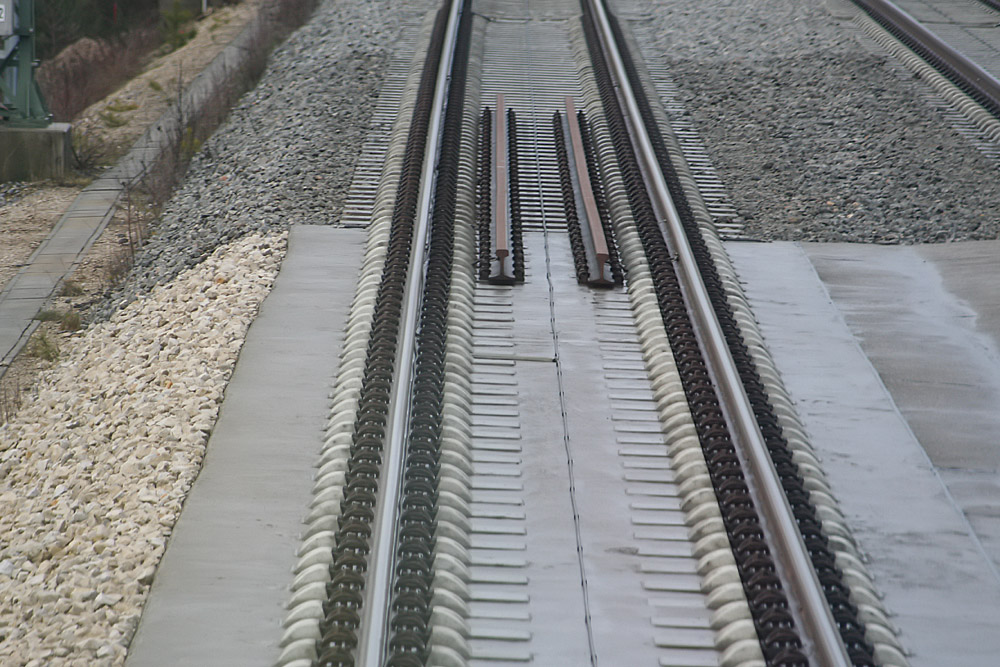
Átmenet a hagyományos és a betonlemezes pálya között